# ロジー・ミッターマイヤー
ロジー・ミッターマイヤー（Rosi Mittermaier、1950年8月5日 - 2023年1月4日）は、ドイツ（旧西ドイツ）・バイエルン州Reit im Winkl出身の元女子アルペンスキー選手。

## 略歴
1976年のインスブルックオリンピックに西ドイツ代表として出場。女子滑降、女子回転の2種目で金メダルを獲得し、女子史上初の3冠達成かと期待されたが、女子大回転はカナダの伏兵キャシー・クライナーに敗れ銀メダルに終わった。
1976年アルペンスキー・ワールドカップ総合優勝、回転、複合の種目別優勝をも果たし、このシーズン限りで現役を引退。
姉のハイジ・ミッターマイヤー（Heidi Mittermaier）、妹のエヴィ・ミッターマイヤー（Evi Mittermaier）も元オリンピック代表のアルペンスキー選手である。
引退後の1980年、同じ西ドイツのスキー選手クリスチアン・ノイロイター（Christian Neureuther）と結婚した。実子であるフェリックス・ノイロイターもスキー選手となり、ドイツ代表としてトリノオリンピック男子回転に出場。親子二代でのオリンピック出場を果たした。
2023年1月4日、病の為死去した。